# Valea inferioară a fluviului Colorado

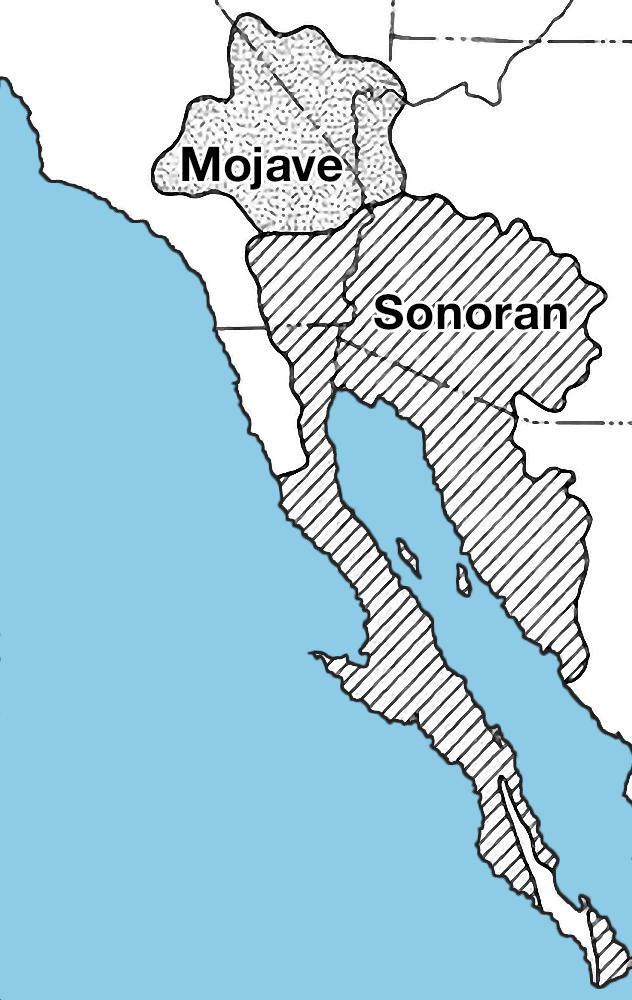
Harta indică deșerturile Mojave și Sonora, care se întind pe parcursul a șase state,, și (Statele Unite), respectiv Baja California, Baja California Sur și Sonora (Mexic).

Valea inferioară a fluviului Colorado (conform originalului Lower Colorado River Valley) se extinde de la Hoover Dam—Lacul Mead din sudul statului Nevada, de-a lungul deșerturilor Mojave și Sonora (situate în statele California și Arizona), până la delta fluviului, continuând până în Golful California din Mexic.
Bazinul hidrografic al văii inferioare a fluviului Colorado acoperă o suprafață de circa 73.500 km2 (sau 28.400 sqmi).